# Хамидуллаев, Бахтиёр
Бахтиёр Хамидуллаев (узб. Baxtiyor Hamidullayev / Бахтиёр Ҳамидуллаев; 7 марта 1978, Шахрихан, Узбекская ССР, СССР) — узбекистанский футболист, выступавший на позиции нападающего. Один из лучших бомбардиров клуба «Андижан», а также один из лучших гвардейцев этой команды. Лучший бомбардир чемпионата Узбекистана в 1999 и 2002 году в составе данного клуба. Ныне тренер. Брат Дониёр Хамидуллаев также футболист.

## Карьера
Начинал карьеру в 1995 году в составе клуба «Шахрихан». В 1997 году перешёл в «Андижан», выступал за данный клуб до 2004 года. Сыграл более 200 матчей и забил 134 гола. В 2003 году короткое время играл в качестве аренды за ташкентский «Пахтакор», сыграл пять игр и забил два гола. В 2005 году играл за ферганский «Нефтчи», сыграл 9 игр.
В 2006 году вернулся в «Андижан», выступал за андижанцев до 2008 года, сыграл 78 игр и забил 31 гол. В 2009 году выступал за «Алмалык» (20 игр и 6 голов), завершил карьеру в 2010 году в «Андижане» (47 игр и 6 голов).
В 2001 году сыграл 7 игр и забил два гола за национальную сборную Узбекистана. Победитель международного турнира Кубок Мердека 2001, в финальном матче против Боснии и Герцеговины (2:1) забил решающий мяч на 119-й минуте.